# آوو ساراپ
آوو ساراپ (استونیایی: Aavo Sarap؛ زادهٔ ۲۱ آوریل ۱۹۶۲) بازیکن سابق و مربی فوتبال اهل استونی است.
از باشگاه‌هایی که در آن بازی کرده‌است می‌توان به باشگاه فوتبال نورما تالین اشاره کرد.